# FC Warrior Valga
Maillots
Dernière mise à jour : 5 février 2012.
Le FC Warrior Valga est un club estonien de football basé à Valga.

## Historique
- 1997 : fondation du club sous le nom de FC Valga
- 2005 : le club est promu pour la première fois en Meistriliiga
- 2006 : le club est renommé FC Warrior Valga et est relégué à la fin de la saison en Esiliiga

## Logo

Ancien logo
Logo actuel